# عمار علي حسن
عمار علي حسن هو روائي ومفكر مصري تخرج في كلية الاقتصاد والعلوم السياسية، جامعة القاهرة العام 1989. حاز الدكتوراه في العلوم السياسية العام 2001. ويعد خبيرًا في علم الاجتماع السياسي، وباحثًا مهتمًا بالدراسات عبر النوعية التي تهتم بعلاقة الظاهرة السياسية بالأنساق الدينية والاجتماعية والأدبية والقانونية. لديه عدة مؤلفات قصصية وروائية وفكرية وعلمية ودراسات وأوراق بحثية، ترجمت بعض أعماله الأدبية والعلمية إلى عدة لغات أجنبية، وتعد حول قصصه ورواياته أطروحات جامعية للماجستير والدكتوراه في مصر وخارجها، والعديد من أبحاث الترقي للأستاذية في بعض الجامعات المصرية والعربية، كما اعدت حولها العديد من الحلقات التلفزيونية والإذاعية، ونشرت مجلة الرواية المصرية ملفًا خاصًا عنه.

## النشأة
ولد عمار علي حسن في قرية الإسماعيلية، مركز المنيا، محافظة المنيا من أعمال جمهورية مصر العربية في 21 ديسمبر 1967. حصل على الشهادة الابتدائية من مدرسة القرية، ثم الشهادة الإعدادية من مدرسة «البرجاية» والثانوية من مدرسة المنيا الثانوية العسكرية. وظل يزواج بين الدراسة والعمل بالفلاحة وفي المعمار كذلك، حتى أنهى دراسته الجامعية. وقد سجل رحلته هذه في كتاب حمل سيرته الذاتية بعنوان «مكان وسط الزحام».

## السيرة
تخرج حسن في كلية الاقتصاد والعلوم السياسية، جامعة القاهرة عام 1989، وحصل على الماجستير في العلوم السياسية عام 1996، ثم الدكتوراه عام 2001 بمرتبة الشرف الأولى. وهو عضو اتحاد الكتاب ونادي القصة ونقابة الصحفيين في مصر.
عمل في عدة مراكز بحثية داخل مصر وخارجها، كذلك في صحف مصرية وعربية، ثم تفرغ للكتابة والبحث ابتداء من العام 2011. وكتب مقالات بانتظام في صحف "المصري اليوم" و"الوطن"  و"الاتحاد" الإماراتية و"البيان" الإماراتية، و"الجريدة" الكويتية، وموقع 24"، وموقع "مصراوي" وموقع "الميادين"، وبغير انتظام في الحياة اللندنية والسفير اللبنانية و"الأهرام ويكلي"، كذلك في دوريات عربية عدة منها "الهلال" و"العربي" و"الدوحة" و"السياسة الدولية" و"الديمقراطية" و"شؤون عربية" و"المستقبل العربي".
قدم حسن 120 حلقة تلفزيونية على قناة «دريم» بهدف تعزيز التنوير الديني والتفكير العلمي، وشارك في لقاءات تلفزيونية بمختلف القنوات العربية والأجنبية حول الأمور الثقافية والسياسية في مصر والعالم العربي. كما شارك في الحياة السياسية من خلال انتمائه إلى حركة "كفاية" و«الجمعية الوطنية للتغيير»، وكان ضمن طليعة ثورة يناير المصرية 2011، وساهم مع آخرين في الأنشطة التي تقوم بها مؤسسات المجتمع المدني والمنظمات الحقوقية في مصر، وكان من مؤسسي الحركة المدنية الديمقراطية عام 2018، وسجل تجربته السياسية في كتاب حمل عنوان «عشت ما جرى».
يدافع حسن عن حرية التفكير والتعبير، وينادي بالتعايش والاندماج بين المسلمين والمسيحيين في مصر على أساس الحقوق والواجبات التي ترتبها المواطنة، ويدعو إلى التصدي للفقر والتهميش الاجتماعي والسياسي على أساس ديني أو عرقي أو جهوي، ويناصر قضايا المرأة، ومتحدي الإعاقة.
شارك في مؤتمرات وندوات في عدة جامعات منها جامعة أكسفورد البريطانية وإيرفورت الألمانية والجامعة الأمريكية بالقاهرة وسقاريا التركية، وألقى محاضرات بمركز الإمارات للدراسات والبحوث الاستراتيجية ومعهد التنمية السياسية في البحرين، ومكتبة الإسكندرية، و«السيداج» الفرنسي. كذلك شارك في ورش عمل وندوات وحلقات بحثية ومؤتمرات داخل مصر وخارجها، وعقد لقاءات جماهيرية للتثقيف السياسي مع مواطنين مصريين في أحياء القاهرة والمدن الأخرى وكذلك القرى، قبل الثورة المصرية وبعدها.
قدم العديد من الكتب التي ألفها آخرون،  أهمها: كتاب "الإسلام وأصول الحكم" للشيخ علي عبد الرازق، وكتاب "طبائع الاستبداد" لعبد الرحمن الكواكبي، وكتاب "تأملات في الحوار الديني والتصوف: من أجل ثورة روحية متجددة" للمستشرق الإيطالي د. جوزيبي سكاتولين ".  وأجريت معه حوارات لصحف ومجلات ومواقع إخبارية ومحطات تلفزة وإذاعات داخل مصر وخارجها.
ترجمت بعض أعماله الأدبية والعلمية إلى عدة لغات أجنبية، وتعد حول قصصه ورواياته أطروحات جامعية للماجستير والدكتوراه في مصر وخارجها، والعديد من أبحاث الترقي للأستاذية في بعض الجامعات المصرية والعربية، كما أعدت حولها العديد من الحلقات التلفزيونية والإذاعية، ونشرت مجلة الرواية المصرية ملفا عنه.
أولًا: الأعمال الإبداعية:
– الروايات:
1. حكاية شمردل. 2001
2. جدران المدى. 2006
3. زهر الخريف. 2008
4. شجرة العابد. 2011
5. سقوط الصمت. 2013
6. السلفي. 2014
7. باب رزق. 2015
8. جبل الطير. 2015
9. بيت السناري. 2016
10. خبيئة العارف. 2017
11. آخر ضوء. 2020 (نشرت مسلسلة في صحيفة "المصري اليوم").
12. صاحب السر. 2021
13. احتياج خاص. 2023
14. ملحمة المطاريد. "ثلاثة أجزاء" 2025.
–  المجموعات القصصية:
1. عرب العطيات. 1998
2. أحلام منسية. 2005
3. التي هي أحزن. 2012
4. حكايات الحب الأول. 2014
5. عطر الليل. 2016
6. أخت روحي. 2019
7. تلال الرماد. 2021
8. سارق ومسروق... أربعون وجها للص واحد. 2021 (متتالية قصصية نُشرت مسلسلة في موقع " أكاديمية بالعقل نبدأ")
– الشعر:
1. لا أرى جسدي. 2020
2. غبار الطريق. 2023
–  أدب الطفل.
* الأبطال والجائزة. 2003
ـ سيرة:
1. عشت ما جرى. 2012
2. مكان وسط الزحام. 2018
- أخرى:
1. غريب الحارة. (مسرحية) 2023
2. ألف نافذة لغرفة واحدة. (رحلات) 2022
3. عجائز البلدة. (سرد) 2020
ثانيًا: المؤلفات الفكرية والعلمية:
– السياسة:
1. وزارة العدل المصرية سيرة مؤسسية. 2003
2. الفريضة الواجبة: الإصلاح السياسي في الأزهر والإخوان المسلمين. 2005
3. العلاقات المصرية الخليجية: جذور الماضي ومعطيات الحاضر وآفاق المستقبل. 2006
4. أمة في أزمة: أمراض العرب السياسية في الفكر والحركة. 2006
5. حناجر وخناجر: الدين والثقافة السياسية والتعليم في مصر. 2007
6. العودة إلى المجهول: راهن الإصلاح في مصر ومستقبله. 2008
7. التحديث ومسار البني الإجتماعية: حالة اليمن. 2004
8. الطريق إلى الثورة. 2012
9. القرية والقارة: دراسات في النظم السياسية والعلاقات الدولية. 2012
10. التغيير الآمن. 2012
11. انتحار الإخوان. 2014
12. تقريب البعيد. 2015
13. المجتمع العميق: الشبكات الاجتماعية والاقتصادية للجماعات الأصولية في مصر. 2017
14. شبه دولة: القصة الكاملة لتنظيم داعش. 2017
15. الخيال السياسي. 2017
16. المجاز السياسي. 2021
– فلسفة واجتماع:
1. الأيديولوجيا. 2007
2. أصناف أهل الفكر.2012 
3. جامعات وجوامع: جدل التعليم الديني والمدني. 2019
4. عالم في العراء: الإعلام الجديد والثقافة والمجتمع. 2020
- تصوف:
1. الصوفية والسياسة في مصر. 1997
2. التنشئة السياسية للطرق الصوفي في مصر: ثقافة الديمقراطية ومسار التحديث لدى تيار ديني تقليدي. 2009
3. فرسان العشق الإلهي. 2012
4. مقام الشوق. 2022
5. قاموس الروح: التصوف كما يجب أن نعرفه. 2024
- نقد أدبي:
1. النص والسلطة والمجتمع: القيم السياسية في الرواية العربية. 2003
2. بهجة الحكايا: على خطى نجيب محفوظ. 2014
3. أقلام وتجارب. 2017
4. بصيرة حاضرة:طه حسين من ست زوايا. 2023
5. خطوط فرعية: رؤية من نافذة علم اجتماع الأدب. 2025

### دراسات وأوراق بحثية
1. الجسور الواصلة بين الأدب والسياسة[28]
2. الإعلام الجديد وأثره على قيم الديمقراطية الليبرالية[29]
3. الزمن المستمر للقصة القصيرة[30]
4. التحايل السياسي .. استراتيجيات 'المواجهة الحذرة' في السياسات المحلية والدولية[31]
5. التيار السلفي .. الخطاب والممارسة[32]
6. الحالة الاجتماعية العربية بين الأبوة والأبوية[33]
7. المستقبل السياسي لمصر بعد إطاحة حكم الإخوان المسلمين: ترشيح الآني وتوقع الآتي قريباً[34]
8. البيئة والعلاقات الدولية .. من الأنسنة إلى التنمية
9. إصلاح الإسلام .. الفرص والتوقعات.[35]
10. التكافؤ الاقتصادي والديمقراطية [36]

## حلقات تلفزيونية ولقاءات مصورة
- لقاء مع قناة النهار حول السيرة الذاتية «مكان وسط الزحام».
- لقاء مع بي بي سي حول الأوضاع السياسية في مصر.
- لقاء مع قناة «دويتش فيللا» الألماني.
- لقاء مع قناة «النهار».
- لقاء مع قناة «سات 7».
- لقاء مع موقع «مؤمنون بلا حدود».
- لقاء مع موقع «البديل».
- لقاء مع قناة «الحرة».
- لقاء مع برنامج «باب الخلق» حول كتاب «مكان وسط الزحام».
- مداخلة عمار علي حسن مع قناة «الحياة» للرد على لميس جابر.
- مداخلة على قناة «النهار» للرد على أحمد عز الأمين العام السابق للحزب الوطني الديمقراطي.
- لقاء مع قناة «الغد» عن رواية «بيت السناري».
- لقاء حول كتاب «الخيال السياسي» بمعرض أبوظبي الدولي للكتاب 2018.
- لقاء مع القناة الثانية المصرية في برنامج «حكايتي مع المكان».

## الجوائز والأوسمة
1. جائزة الدولة للتفوق في مصر 2012.[37]
2. جائزة الشيخ زايد للكتاب، فرع التنمية وبناء الدولة 2010[38]
3. جائزة اتحاد كتاب مصر في الرواية 2014[39]
4. جائزة الطيب صالح العالمية للإبداع الكتابي في القصة القصيرة 2011[40]، وفاز بالجائزة نفسها في مجال الرواية 2016.[41]
5. جائزة في مسابقة «القصة القصيرة» التي نظمتها جريدة أخبار الأدب المصرية عام 1994، وسلمها الأستاذ نجيب محفوظ.
6. جائزة «القصة والحرب» التي نظمتها أخبار الأدب بالتعاون مع الشؤون المعنوية بالقوات المسلحة المصرية عام 1995.
7. الجائزة التشجيعية في القصة القصيرة عن رابطة الأدب الإسلامي العالمية عام 1992.
8. جائزة غانم غباش للقصة القصيرة عام 2002.
9. جائزة هزاع بن زايد لأدب الأطفال عن قصة «الأبطال والجائزة» عام 2003.
10. جائزة جامعة القاهرة في القصة القصيرة سنة 1988.
11. جائزة «الفقه والدعوة الإسلامية» التي تشرف عليها هيئة قضايا الدولة في مصر، ويشارك في تحكيمها مفتي مصر، ورئيس المجلس الأعلى للشؤون الإسلامية وبعض مشايخ الأزهر ومستشارون من الهيئة، وبعض الشخصيات الفكرية والفقهية المرموقة، وذلك عن عامي 1991 و1992 على التوالي 1991
12. نوط الواجب العسكري من الطبقة الثانية عن حصوله على المركز الثاني في نهاية تخرج الدفعة 89 من كلية الضباط الاحتياط، أثناء فترة تجنيده 1990.
13. جائزة ابن بطوطة لأدب الرحلات.

## كتب ودراسات عن أعماله
1. عيد خليفة، «أجنحة الخيال .. الواقعية السحرية في روايات عمار علي حسن»، دار الإنسان للنشر والتوزيع ـ القاهرة، وهي في الأصل رسالة ماجستير، كلية اللغة العربية بجرجا، جامعة الأزهر.[42]
2. كريمة بوكرش، «الوظائف السردية والدلالية للخطاب الصوفي في الرواية العربية المعاصرة ..» شجرة العابد«لعمار علي حسن نموذجاً»، رسالة دكتوراه، جامعة مجمد بوضياف، الجزائر.[43]
3. كاوة خضري، «الواقعية السحرية في الرواية العربية .. شجرة العابد لعمار علي حس نموذجا»، رسالة ماجستير، جامعة تربيت مدرس، إيران. والملخص منشور في مجلة «شؤون عربية».[44]
4. ـ د. سيد أحمد عبد الرحمن محمد، «الشخصية المستلبة في رواية» باب رزق«لعمار علي حسن .. دراسة تحليلية فنية»، مجلة قطاع اللغة العربية، جامعة الأزهر.[45]
5. هاني إسماعيل أبو رطيبة، «حوارية الخطاب الأيديولوجي في الرواية العربية .. رواية السلفي لعمار علي حسن نموذجا»، مجلة الموروث، الجزائر.[46]
6. عبد الكريم الحجراوي، «الاستلزام التخاطبي في رواية» باب رزق«ودوره في استنباط مقاصد المهمشين»، مجلة «ميريت» الثقافية.[47]
7. أحمد رشاد حسانين «قصص عمار علي حسن بين جماليات السرد ونشدان العدل»، دراسة مقدمة لندوة «عمار علي حسن أديبا» التي عقدت في بيت السناري في سبتمبر 2014، ونشرت بموقع الكتابة الثقافي.[48][49]
8. سارّة محمد محمد إسماعيل قويسي «المكان وأبعاده الدلالية في أعمال عمار علي حسن الروائية.. دراسة نقدية»، رسالة دكتوراه، كلية الآداب، جامعة الإسكندرية.[50]
9. أماني محمد كمال عطية  «جماليات الإحالة في القصة القصيرة العبرية والعربية والسريانية ودورها في التماسك النصي .. دراسة لـ» أخت روحي«لعمار علي حسن في مقارنة بمجموعتي» موديل عارية«ليعقوب بوتشن، و» حبة الرمان«لعادل دنو»، رسالة دكتوراه، كلية الدراسات الإنسانية، جامعة الأزهر.[51]
10. علاء كاظم  «المقموع في روايات الربيع العربي»، رسالة ماجستير، كلية الآداب، جامعة بغداد.[52]

## قالوا عنه
- «عمار علي حسن يملأ الحياة الثقافية والفكرية في مصر والعالم العربي، ما بين كتب فكرية في النقد الأدبي والفلسفة الإسلامية والسياسة والاجتماع مع كتاباته الروائية والقصصية والشعر، ليذكرنا برموز جيل النهضة المصرية مثل رفاعة الطهطاوي وطه حسين».[53] إبراهيم عبد المجيد، روائي وقاص
- "عندما مات لويس عوض نعته الأهرام بقولها: ”وفاة آخر الموسوعيين العرب” لكن نبوءتها فشلت فهو لم يكن الأخير في هذه الموسوعية التي ظهرت بقوة عند البعض مثل عمار علي حسن".[54] د. محمد السيد إسماعيل، ناقد وشاعر
- «يعجبني أسلوب عمار علي  حسن في التعبير عن أفكاره وتصوراته، وأتمنى لو كان لي مثله».[55] د. عبد الوهاب المسيري، مفكر وناقد
- «عمار علي حسن يكتب لا لأنه يستطيع أن يكتب، بل لأنه مهموم بالكتابة، ويشكل الصراع عنصر جوهري في كل أعماله السردية، وهي تستند على وعي وخبرة في مسارات الجمال والحكي والتصوف والمجتمع والفلسفة».[56] د. صلاح السروي، ناقد، أستاذ بجامعة حلوان
- «عمار على حسن دائم التجريب في نصوصه، ومشغول بتأصيل سردياته، وينطلق دوما من الواقع المصري والتراث العربي، ويضيف إليهما الكثير من خياله ومطالعاته، وهو أحد الساردين الكبار في المشهد الروائي العربي الحالي».[57] ربيع مفتاح، ناقد
- «شخصية الأديب المصري والباحث في علم الاجتماع السياسي عمار علي حسن مركّبة. هو موسوعي يمزج بين السياسة والثقافة والصحافة. هو ابن الريف والمدافع عن حقوق الطبقة الوسطى ومشروعية الحياة والتعليم لكل إنسان الثابت الوحيد في مؤلفاته الكثيرة هو اهتمامه بالناس وحيواتهم وطرق عيشهم، ومواجهته للسلطة، كل سلطة. لذلك، تعرّض، هو ومؤلفاته، للتضييق والملاحقة».[58] هانم الشربيني، صحفية ومحاورة ثقافية
- «رواية عمار علي حسن» شجرة العابد «تقدم نموذجاً متفرداً في الرواية العربية تذكرنا بأدب أميركا اللاتينية في واقعيته السحرية، لكنه في الحقيقة يناظره من دون أن يأخذ عنه».[59] د. صلاح فضل، ناقد وأستاذ بجامعة عين شمس، رئيس مجمع اللغة العربية
- «استمعت بقراءة» شجرة العابد«إنها رواية عذبة وملحمية، تثبت أن خلفها أديبا يمتلك قدرة كبيرة على خلق عالم مواز».[60] علاء الاسواني، روائي
- "السرد في رواية عمار علي حسن "جبل الطير" سرد ملحمى يحكيه راوٍ عليم بكل شئ قادر على أن يمنح أصوات شخصياته التي تبدو بالغة الكثرة من المساحة، ما يجعلنا نسمع أصواتها بوضوح وبيان. ويذكرنا الأسلوب في غير حالة بالجد نجيب محفوظ الذي تنتسب هذه الرواية في النهاية إلى ميراثه الصوفى، من حيث هي امتداد له، خصوصا في رواية "الحرافيش".[61] د. جابر عصفور، ناقد وأستاذ بجامعة القاهرة
- "للكاتب قدرة فائقة على الحكي المشوق وهو يمتلك ذائقة أدبية تشبه معدة النعام في هضمها المختلف من الأشياء وجعله سلسا، إذ يتناول وقائع ومشاعر غزيرة ويحولها إلى مادة مثيرة، ليؤرخ سرديا للثورة في روايته "سقوط الصمت".[62] د. جورج جحا، شاعر وأستاذ الأدب العربي بالجامعة الأمريكية ببيروت
- «رواية عمار علي حسن» سقوط الصمت«في تنبؤها لما سيجري في مصر تنضم إلى روايات عالمية مهمة مثل» حريق«للجزائري محمد ديب و» زانزيار«للإنجليزي لجون برونز و» بالدسار«لأمين معلوف و»1984«لجورج أورويل».[63] عباس خلف علي، أديب عراقي
- «القصص القصيرة جدا التي نشرها عمار علي حسن في مجموعته» عطر الليل«بها روح صوفية تذكرنا بكتابات ابن عربى والنفرى وجلال الدين الرومى، وفي الوقت نفسه نرى فيها ما يذكرنا ببعض قصص الأمريكى إرنست هيمنجواى والفرنسى ألان روب جرييه، وكذلك ما تشى به بعض التعليقات التي تجرى على لوحات تشكيلية معبرة، وما جاد به فن الحكمة والأمثولة».[64] د. شاكر عبد الحميد، ناقد وأستاذ بأكاديمية الفنون المصرية
- "رواية عمار علي حسن “باب رزق” تحقق نقلة إبداعية في رحاب الواقعية الاجتماعية بعد أن نهل من معين الواقعية السحرية في روايته "شجرة العابد«وضمخ روايته» السلفي«بأنفاس مباركة من ذلك الاتجاه أيضا وحقق في» جبل الطير«نقلة نوعية على صعيد جهوده الابداعية لتطوير واقعية سحرية عربية جديدة والتي تعود جذورها في تراثنا الثقافي الابداعي للعمل الخالد والحاضر في آداب الشرق والغرب معا: ألف ليلة وليلة».[65] حسام إبراهيم، كاتب صحفي وناقد
- «تعد رواية عمار علي حسن» جبل الطير«بمثابة ملحمة البحث عن حق اليقين عبر جدل فكري عميق، وهي تصالح بين حاضر الأزمنة وغابرها بين الواقع والأسطورة بين العقل والقلب بين العلم والمعرفة أو حينما تتجلى عبقرية الإبداع المفارق والمسئول في كتابة رواية مصريتها خالصة لا تدين للمثاقفة ونماذجها بشيء ، رغم استيعابها لما يسمى بكتابات عبر النوعية وهضمها لكل الفنون العالمية إنما تنطلق من المحلية شديدة الخصوصية».[66] رضا إمام، قاص وكاتب
- «كتاب عمار علي حسن» التنشئة السياسية للطرق الصوفية في مصر«يعد إضافة متميزة في علم السياسة، لأنه يسد نقصاً نجم عن تجاهل نسبي لأدوار التنظيمات والحركات الإسلامية الدعوية والروحية، وهو عمل رائد أضاء جوانب مظلمة عن الروابط العميقة والقوية بين الطرق الصوفية والسلطات المصرية المتعاقبة، واستطاع عبر بناء نظري ومسح ميداني دقيق أن يقدم إسهاماً حيوياً في الأدبيات السياسية عموماً، لا سيما تلك التي تهتم بأيديولوجيات الحركات الإسلامية».[67] جاسون براونللي، أستاذ العلوم السياسية في جامعة تكساس الأميركية
- «وجدت في كتاب عمار علي حسن» التنشئة السياسية للطرق الصوفية في مصر«ما أفادني في دراسته المجتمع المصري، والكتاب قربني أكثر من فهم تيار ديني لم يدرس، كما ينبغي من الباحثين في علمي السياسة والاجتماع وهو الطرق الصوفية، وجعلني ازداد اقتناعاً بأن الإصلاح السياسي في العالم العربي برمته يجب أن يترافق مع الإصلاح الديني».[68] آلان روسيون، عالم اجتماع فرنسي
- «يتعامل كتاب عمار علي حسن» التنشئة السياسية للطرق الصوفية في مصر«مع قضية حيوية بالنسبة إلى مصر، ويقدم تحليلاً مهما للعلاقة بين الطرق الصوفية والسياسة، وهو كتاب نافذ البصيرة وملهم».[69] فوليا أتاكان، أستاذة العلوم السياسية في جامعة يلدز في تركيا

## المنع من الكتابة[70]
تم منع عمار على حسن من كتابة عموده اليومي بصحيفة «الوطن» المصرية بسبب استمراره في انتقاده سياسات الرئيس عبد الفتاح السيسي، فيما كان من معارضي نظام حسني مبارك وما فعلته «جماعة الإخوان المسلمين» بعد ثورة يناير. وتم حجب صوته من الإعلام الرسمي المصري وكثير من القنوات الخاصة التي صارت تتحكم فيها السلطة، سواء بالملكية أو التوجيه. ورفضت جريدة «الأهرام» نشر قصصه، وامتنعت الصحف الحكومية عن نشر أخبار عن كتبه وأنشطته الثقافية، ويتعرض أحيانا لهجوم لاذع واتهامات جزافية وإطلاق شائعات من منابر إعلامية حكومية في مصر، تنطوي أحيانا على تهديدات.